# Miguel Núñez González
Miguel Núñez González (Madrid, 12 de agosto de 1920 - Barcelona, 12 de noviembre de 2008) fue un político comunista español, miembro histórico del Partido Comunista de España y uno de los fundadores del Partido Socialista Unificado de Cataluña.

## Biografía

### Guerra Civil y posguerra
Nació en el barrio de Lavapiés de Madrid, y estudió en el colegio de las Escuelas Pías de la calle Mesón de Paredes. En 1932 ingresa en la Escuela superior de Comercio (ESC) de Madrid, en la que todavía se encontraba en 1936, cuando estalló la guerra civil española.
En ese mismo año participa en la creación de las Juventudes Socialistas Unificadas (JSU), que se estaban organizando para colaborar en la defensa de Madrid. Combatió inicialmente en el batallón de Milicianos de la Cultura. Después de unos meses, se incorpora al aparato político que había en las unidades militares como responsable de la JSU. A los 18 años fue nombrado Comisario Político del 64 Batallón de Obras y Construcciones.
En marzo de 1939, tras el golpe de Estado del coronel Casado, es detenido en su unidad y confinado junto a otros combatientes comunistas en el cuartel del Conde de Toreno, del que consigue ser liberado antes de la llegada de las fuerzas sublevadas.
Al final de la guerra participó en los primeros intentos de reorganizar la JSU en la clandestinidad. Fue detenido y condenado a muerte, que le sería conmutada posteriormente por doce años de prisión. En el penal de Ocaña, coincidió con el poeta Miguel Hernández. Después de salir de la prisión, continuó con su militancia comunista como responsable político en la 
guerrilla de Cataluña. Se trasladó a Francia en 1949 hasta que regresó clandestinamente a España en 1953.

### Años 50 y 60

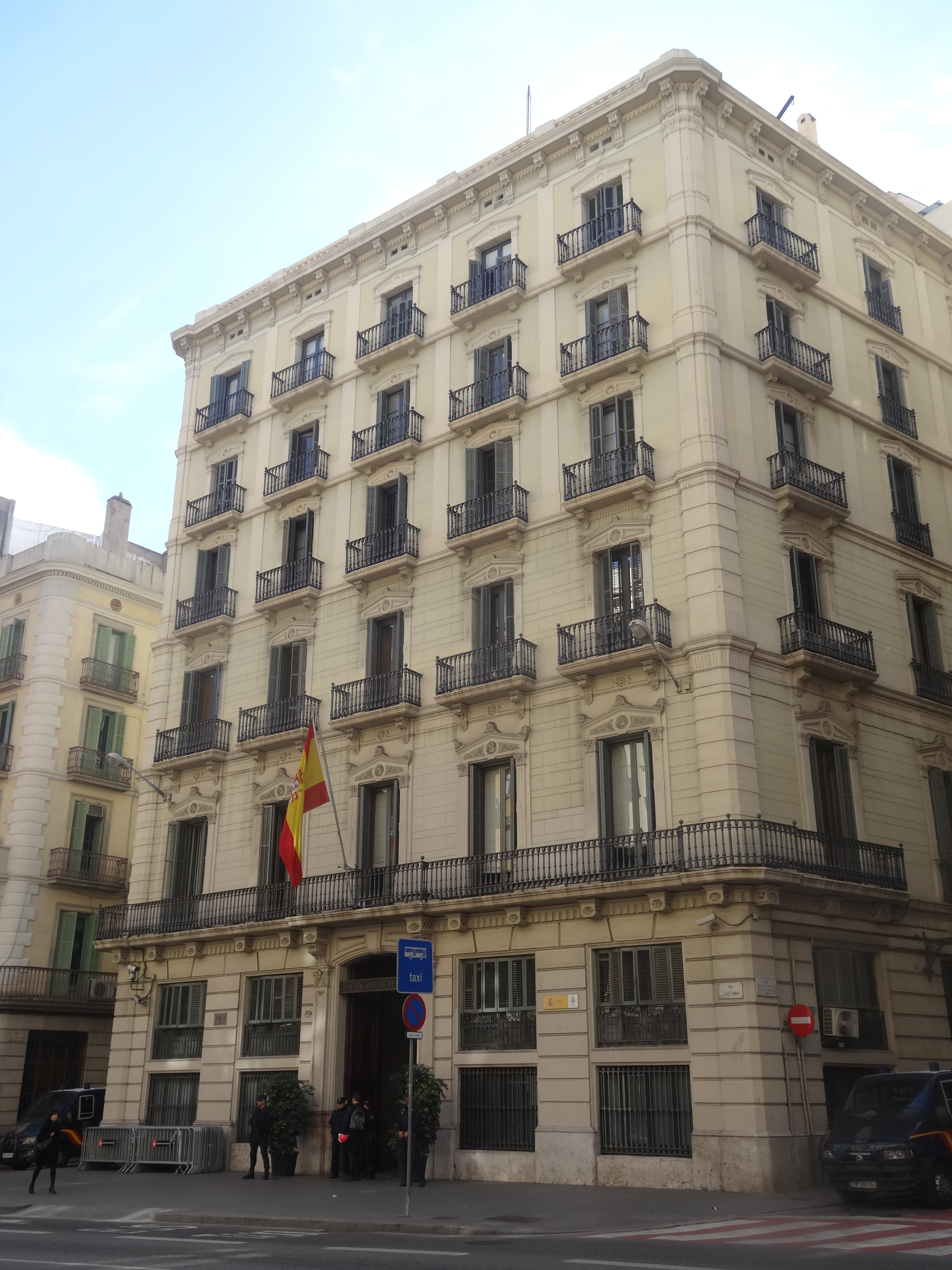
Sede de la Jefatura Superior de Policía en la Vía Layetana de Barcelona. Fue el centro de torturas más importante en Cataluña durante la dictadura franquista. En el último piso fue torturado Miguel Núñez en abril de 1958.

En abril de 1958 fue detenido en Barcelona y torturado —era su tercera detención—. El inspector de la Brigada Político-Social que lo detuvo fue Antonio Juan Creix que acababa de estar en Estados Unidos aprendiendo las técnicas contrainsurgentes del FBI que le aplicó a Núñez, aunque nunca estuvo del todo satisfecho. «Aquí vienen los americanos, que si las corrientes eléctricas… Como el palo no hay nada», dijo Creix, según recordaba el propio Miguel Núñez. También recordaba Núñez que tras ser conducido al último piso de la sede de la Jefatura Superior de Policía de Barcelona en la Vía Layetana Creix le dijo: «Nadie sabe que te hemos detenido. No has sido registrado en el libro de entrada en la Jefatura. Te vamos a sacar como sea todo lo que sabes y, si te mueres, pues una piedra en los pies y al mar, que está bien cerquita». Durante los 30 días que permaneció detenido en la Vía Layetana, Núñez resistió las torturas —por ejemplo, durante cuatro días lo tuvieron colgando de un tubo de la calefacción que estaba en el techo, lo que le dislocó el hombro y le hizo perder el conocimiento varias veces— y no delató a nadie. Después fue trasladado a la Cárcel Modelo de Barcelona. «Su fama de resistente inquebrantable quedaría para siempre entre los dos bandos de la lucha antifranquista, como comprobó años más tarde Manuel Vázquez Montalbán, a quien, una vez detenido, el propio Creix le aconsejó no intentar emular a Núñez».
Fue juzgado en tres consejos de guerra sucesivos y condenado a cincuenta y cinco años de prisión, que cumpliría en el penal de Burgos. Tras salir del penal en el año 1967, se reincorpora a la dirección del PSUC como responsable político en la ciudad de Barcelona y miembro del Comité Ejecutivo.

### Transición y últimos años
Ya en democracia, fue Diputado en las Cortes desde 1978 a 1982. En los años siguientes se involucró en el activismo por la memoria histórica del franquismo, a través de la Asociación de la Memoria Social y Democrática (AMESDE), y la cooperación con países de Centroamérica. En 1986, tras un primer viaje a Nicaragua, creó la ONG Acsur-Las Segovias. En 2002 publicó sus memorias La revolución y el deseo (Península), reeditadas en 2008 con prólogos de Manuel Vázquez Montalbán y Juan Goytisolo.
Murió el 12 de noviembre de 2008 en Barcelona, a la edad de 88 años, como consecuencia de un enfisema pulmonar.

## Reconocimientos
Núñez recibió el Premio Ciutat de Barcelona a la Cooperación en 1993, la Medalla de Honor de Barcelona en 1998 por su trabajo "solidario y eficaz" en favor de la libertad, y la Creu de Sant Jordi de la Generalitat en 2004.
En 2010 se estrenó el documental sobre su vida Al final de la escapada, dirigido por Albert Solé,y en 2021 el Arxiu Nacional incorporó su fondo personal a su colección.